# ФК Алуминијум Ниш
ФК Алуминијум Ниш је фудбалски клуб из Николе Тесле, насеља у Нишу, Србија. 
Такмичи се у Зони Центар у сезони 2021/22.